# Chukudu

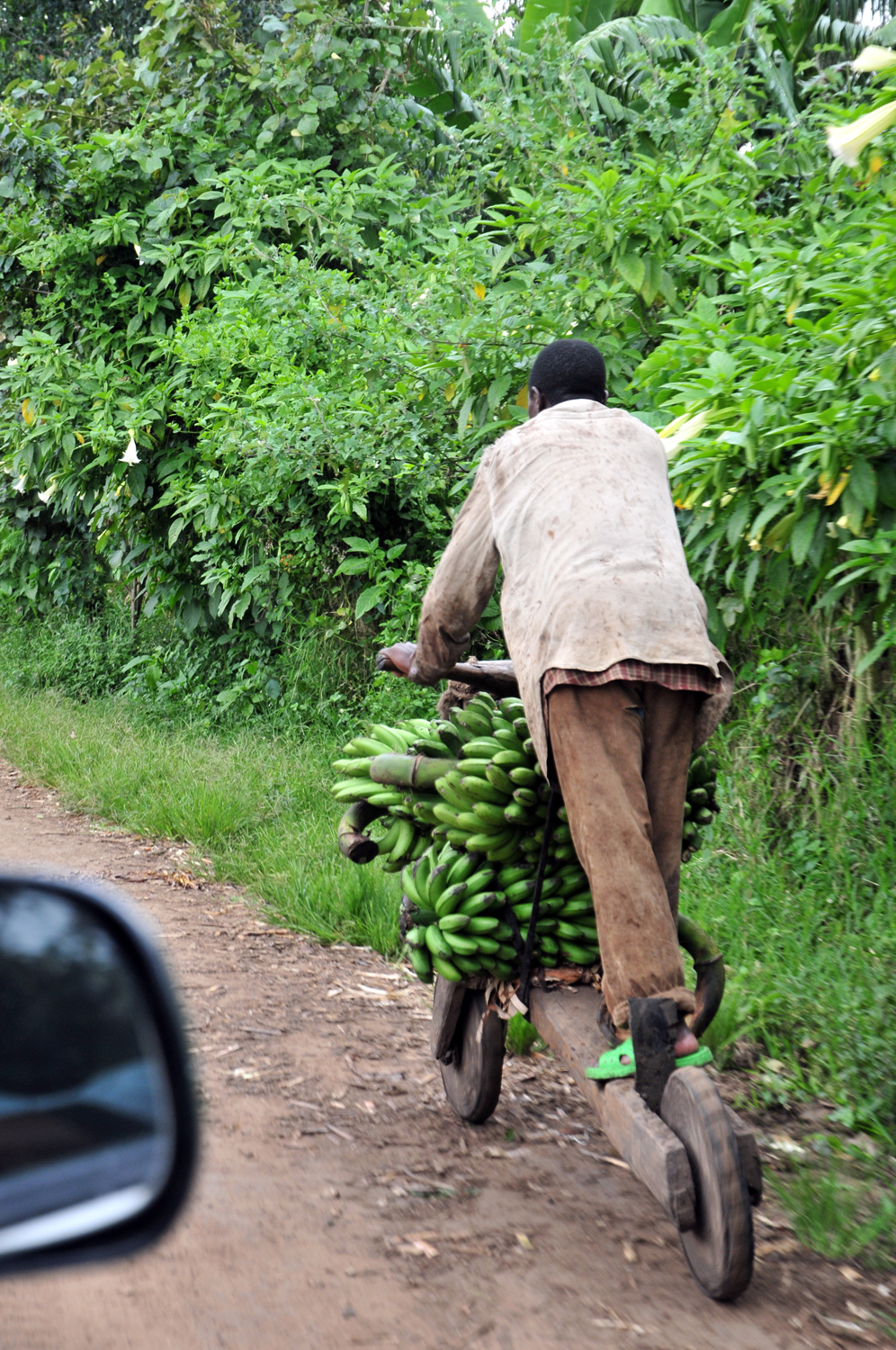
Transportando bananas e montando um chukudu em North Kivu

O chukudu é um veículo artesanal de duas rodas usado no leste da República Democrática do Congo. É feito de madeira e é usado para o transporte de cargas.
Em Goma,  os chukudus são vitais para o sistema de transporte local.
Funciona como um patinete. Em terreno plano, o piloto pode colocar um joelho no convés e empurrar o chão com o outro pé como um patinete de joelho.

## História
Os primeiros registros de Chukudus datam da década de 1970 em Kivu do Norte.

## Construção
Os chukudus são feitos de madeira dura de mumba e eucalipto, com pneus velhos para as bandas de rodagem.
Esses chukudus levam de um a três dias para serem construídos e duram de dois a três anos. O tamanho mais comumente usado é de cerca de 180 cm comprimento e carrega uma carga de 450 kg. No entanto, "os maiores chukudus podem carregar até 800 quilos de peso."
Um pequeno chukudu pode ser construído em cerca de três horas, usando madeira serrada e materiais disponíveis em uma loja de ferragens.